# British International School Budapest
A British International School Budapest brit nemzetközi magániskola Budapesten. Egyike a város két brit iskolájának, a Britannica International School Budapest mellett. Az iskola 1050 tanulót fogad több, mint 70 országból. Tanterve az IGCSE és az International Baccalaureate programokra van építve. A Nord Anglia iskolacsalád tagja. Igazgatója Ben Turner.

## Tanterv
Az iskola tantervét az angol nemzeti tanterv alapján készítették el, az International Baccalaureate diplomaprogrammal egyesítve.

## Vezetőség
- Benjamin Turner, igazgató
- Valkó Eszter, pénzügyi és működtetési igazgató
- Chris Russel, általános iskola igazgatója
- Craig Brown, az általános iskola igazgatóhelyettese, tanítási technológiai igazgató
- Amy Murphy, középiskola igazgatója
- Steve Moruzzi, a középiskola igazgatóhelyettese
- Sarah Fors, a középiskola igazgatóhelyettese
- Sandra Burton, beiratkozási és marketingigazgató